# Dnevni prorok
Dnevni prorok su čarobnjačke novine prema serijalu romana o Harry Potteru koji je napisala J.K. Rowling.
Mnogu čarobnjaci i vještice su pretplaćeni na Dnevni prorok pa im sove svaki dan donose novi broj, a oni sovi daju novac. Poznata novinarka Dnevnog proroka je Rita Skeeter.
U četvrtom romanu o Harry Potteru razotkrije se da je Rita prisluškivačica privatnih razgovora u Hogwartsu te to pisala u Dnevni prorok pa joj je zabranjeno više pisati za Dnevni prorok. Rita Sketeer se za pisanje u Dnevni prorok koristi brzocitatnim perom koje zapisuje sve važne informacije koje ona kaže.
U petom romanu o Harry Potteru Dnevni prorok po zapovijedi Corneliusa Fudgea krene pisati da je Harry luđak i da on i Albus Dumbledore lažu da se Lord Voldemort vratio pa zato mnogi koji vjeruju Harryju više ne čitaju dnevni prorok.
Prvi put spominje u prvom romanu o Harry Potteru kada Hagridu sova donese Dnevni prorok dok on s Harryjem i obitelji Dursley spava u kamenoj kolibi u koju je obitelj Dursley s Harryjem otišla da im više ne dolaze pisma preko sova.